# Rosen von Danzig
Rosen von Danzig (Originaltitel: Le rose di Danzica) ist ein italienisches Filmdrama des Regisseurs Alberto Bevilacqua aus dem Jahr 1979. Die Hauptrollen bekleideten Franco Nero und Helmut Berger. Der vom italienischen Fernsehsender RAI mitproduzierte Film kam 1979 in die Kinos und wurde zwei Jahre nach Erscheinen bei RAI in verlängerter Form als Dreiteiler (Miniserie) ausgestrahlt.

## Handlung
Die Handlung ist um 1919 in Danzig angesiedelt. Dort entführt der desertierte preußische General Konrad von Der Berg den jungen Adeligen Baron Erich von Lehner. Zwischen den beiden entwickelt sich nach anfänglicher Feindschaft eine enge Freundschaft, und der junge Baron von Lehner kümmert sich schließlich um den letzten Willen des Generals.

## Hintergrund
Alberto Bevilacqua schrieb das Drehbuch nach seinem eigenen Roman.

## Kritik
„Vor der Hintergrund der Revolutionswirren von 1919 versucht der Film eine Reflexion über Ehre und Verrat. Mit pathetisch-melodramatischem Unterton huldigt er dem Soldatenmythos preußischer Prägung.“